# Texaský masakr motorovou pilou
Texaský masakr motorovou pilou je devítidílná série amerických hororových filmů, natočených mezi lety 1974 a 2022. Tuto sérii odstartoval film Texaský masakr motorovou pilou, jehož režisérem je Tobe Hooper. Dočkal se dalších tří pokračování a stejnojmenného remaku. V roce 2013 proběhla premiéra snímku Texaský masakr motorovou pilou 3D. V roce 2017 vznikl film pojmenovaný po hlavní postavě této série – Leatherface. V roce 2022 byl natočen snímek Texaský masakr motorovou pilou, avšak se nejedná o remake.

## Seznam filmů
- Texaský masakr motorovou pilou (film, 1974)
- Texaský masakr motorovou pilou 2
- Kožená tvář (film, 1990)
- Masakr v Texasu
- Texaský masakr motorovou pilou (film, 2003)
- Texaský masakr motorovou pilou: Počátek
- Texaský masakr motorovou pilou 3D
- Leatherface
- Texaský masakr motorovou pilou (film, 2022)